# Filme cantante
Filme cantante (pl. „film śpiewany”) – seria filmów brazylijskich, epoki kina niemego, stanowiących ekranizację spektakli muzycznych i oper, do których głos podkładali ukryci za ekranem sławni śpiewacy i śpiewaczki. Jednym z twórców był Francisco Serrador, który nakręcił ich ok. 40. Jedenaście takich obrazów, o gorszej jakości niż Serrador, wyprodukował William Auler. 
Filme cantante powstawały w latach 1908-1911, pokazywano je w São Paulo i Rio de Janeiro. Ich produkcja skończyła się wraz ze wzrostem popularności kina zagranicznego.